# Tom Alandh
Tom Hardy Alandh, född 13 juni 1944 i Oscars församling i Stockholm, är en svensk journalist och dokumentärfilmare.

## Biografi
Alandh studerade vid journalisthögskolan 1969–1970. Han har arbetat sedan 1970 på SVT Kanal 1 som reporter och producent. Under 54 år har han producerat över 100 dokumentärfilmer. 2024 meddelade han att han gjort sin sista dokumentärfilm. Han hade ett mångårigt samarbete med filmfotografen Björn Henriksson och filmklipparen Karin Elander. Tillsammans gjorde de från 1970 omkring 100 produktioner. Han hade därefter ett långvarigt samarbete med fotografen Kalle Segerbäck och filmklipparen Heleen Rebel.
Tom Alandh tilldelades 1987 stora journalistpriset och har fått flera andra utmärkelser. År 2011 mottog han hederspriset på Kristallengalan, 2017 Lukas Bonniers stora journalistpris och 2020 tilldelades han KTH:s stora pris. 
Han var sommarpratare i radioprogrammet Sommar i P1 på Sveriges Radio P1 den 29 juni 2015. Den 19 maj 2024 var Tom Alandh gäst i Söndagsintervjun på P1.
Tom Alandh är son till flygingenjören Hardy Alandh (1916–1983) och korrespondenten Maud Fröberg (1917–2012). Föräldrarna skildes tidigt och Alandh blev fosterbarn i Norra Ängby utanför Stockholm, hos muraren Oscar Björk och Greta Nilsson, som han gjorde en dokumentär om. Fadern var en kort tid omgift med skådespelaren Lissi Alandh.

## Dokumentärfilmer
- 1981 – En sak ångrar jag
- 1983 – Uppdrag Sverige  ”Så var de bara två…”
- 1984 – Svenska makthavare - ”Van att få som han vill…”
- 1984 – Svenska makthavare ”Vem fan är Ulf Lönnqvist”
- 1984 – Svenska makthavare - Stålmannen 1984
- 1985 – Fräls oss ifrån ondo
- 1987 – Nacka– myten och människan
- 1988 – Solvalla
- 1988 – Den blomstertid nu kommer
- 1988 – En rufflares väg
- 1988 – Martina – med lust och glädje stor
- 1988 – Folkhemmets förlorade heder: Med sprickor i grunden och flagnad fasad
- 1989 – Underbart är kort – en film om Monica Zetterlund
- 1990 – Drömyrke
- 1991 – Svenska bostäder - Kåken
- 1991 – Svenska bostäder - Hemmet
- 1991 – Svenska bostäder - Härbärget
- 1991 – Inlandsbanan - De som tog tåget...
- 1992 – När bollen var rund
- 1992 – En kungamördares bekännelser
- 1993 – Sverige-Jugoslavien tur och retur
- 1993 – Kronofogden kommer – vems är skulden?
- 1993 – Folke Pettersson slår till
- 1994 – En rufflares väg – tur och retur
- 1995 – Det dubbla straffet
- 1996 – Olof Palme
- 1996 –  Det var bara en neger…
- 1997 – Tiona - Berras brud
- 1997 – Cornelis
- 1998 – Hem till Sarajevo
- 1998 – Martina – mot alla odds
- 1998 – Gustav och Maria - en kärlekshistoria
- 1999 – Annika - ett brott, ett straff, ett liv
- 2000 – Majid Jelili - Sverige
- 2000 – Bosse Högberg - en film om kärlek, sjukdom och feta smällar
- 2001 – Den gamle och rocken - på turné med Owe Thörnqvist
- 2001 – Det goda livet
- 2001 – Det svåra livet
- 2002 – En man kom från Texas
- 2002 – Två bröder - två världar
- 2003 – Jocke hette Sussis man
- 2003 – Ulf hette Annelies man
- 2004 – Det nya livet
- 2004 – Vad hände med rufflaren?
- 2004 – Kungen och jag - och folket runt omkring
- 2004 – Jag vill leva
- 2005 – Det finns bara en Ingemar Johansson
- 2005 – När havet tog och världen gav
- 2006 – Blott en afton bor jag här
- 2006 – Lindansaren
- 2007 – Vi hänger me' - Uffe och Nacka på turné
- 2007 – När Facit fanns och Åtvid var bäst på plan
- 2008 – Vi som överlevde Rågsved
- 2008 – Eva och Sven och teatern
- 2008 – Diskuskastarens dröm
- 2008 – Martina och jag
- 2009 – Bergmans hushållerska (med Anita Haglöf)
- 2009 – Scener ur ett vardagsliv (med Anita Haglöf och Erland Josephson)
- 2010 – Istället för sommar
- 2010 – Tom Alandh i Sverige: Fem reportage inför riksdagsvalet 2010:
  - Framtiden i Dorotea
  - Kulturen i Tensta
  - Tryggheten i Klippan
  - Solidariteten i Vimmerby
  - Lag och ordning i Kungsör
- 2010 – Att stå utanför och se in…
- 2011 – Leva livet
- 2011 – Drömmen om Sverige
- 2011 – Musikresan
- 2013 – Vad hände med grabbarna på kåken?
- 2013 – Vad hände med Stålmannen?
- 2013 – Vad hände med barnen?
- 2013 – Samtal med Bengt Lagerkvist
- 2013 – Anna Lindh
- 2014 – ...och förlåt oss våra skulder
- 2014 – Alltid på mors dag - Elitloppet
- 2014 – Gymnasten som lärde sig gå
- 2015 – Jan Allan och trumpeten som försvann
- 2015 – Hellre en skrynklig själ än ett slätstruket liv
- 2015 – Ur Svennis skugga
- 2015 – Sämsta bandet ever?
- 2016 – Krokiga vägen till Lyckliga gatan
- 2016 – Ibland är det tungt att vara människa
- 2017 – Oscar och Greta och huset de byggde
- 2017 – Muck! Men sen då, Kenneth Viken?
- 2017 – Heja Kosovo friskt humör
- 2017 – Martina har sett alla mina filmer
- 2018 – Jan Johansson - en liten film om en stor konstnär
- 2019 – Silbersky
- 2020 – Det sköra livet
- 2020 – Mörtfors-Tarzan
- 2021 – Partiledaren som klev ut ur kylan
- 2021 – Ett par dagar i november med Jan Troell
- 2022 – När världen kom till Ronneby
- 2023 – Kåge Jonsson - vardagens betraktare
- 2023 – Beskedet
- 2024 – Hej och tack för mig

## Priser och utmärkelser i urval
- 1987 – Stora Journalistpriset[24]
- 2001 – Guldpennan
- 2006 – Prix Europa för Jocke hette Sussis man
- 2008 – Stockholms stads Bellmanspris[25]
- 2011 – Kristallens hederspris
- 2011 – Torgny Segerstedts frihetspenna för "sin livslånga gärning för alla människors rätt att yttra sig och finnas till".[26]
- 2014 – Cordelia Edvardsonpriset[27]
- 2017 – Lukas Bonniers stora journalistpris[28]
- 2019 – Jolopriset[29]
- 2020 – KTH:s stora pris[13]